# 阿维塔
阿维塔（英語：Aveta）高卢神话女性人物之一。长期影响今西欧以及中欧地区，其相关文物于今德国、法国、瑞士等国家发现，具有重要地影响与积极意义。